# Remo adaptado
El remo adaptado es un deporte derivado del remo, practicado por personas con discapacidad física, visual e intelectual. Está regulado por la Federación Internacional de Sociedades de Remo. Forma parte del programa paralímpico desde la edición de Pekín 2008.